# Boris Milošević (političar)
Boris Milošević (Šibenik, 5. studenoga 1974.) hrvatski je političar, pravnik srpske nacionalnosti i bivši potpredsjednik Vlade Republike Hrvatske zadužen za socijalna pitanja te ljudska i manjinska prava. Član je Samostalne demokratske srpske stranke (SDSS). Od srpnja 2019. do srpnja 2020. godine obnašao je dužnost predsjednika Srpskog narodnog vijeća.

## Rani život i karijera
Boris Milošević rođen je u Šibeniku 1974. godine, u etničkoj srpskoj obitelji. Diplomirao je na Pravnom fakultetu Sveučilišta u Rijeci, a kasnije upisao je poslijediplomski studij javnog prava i uprave na Pravnom fakultetu Sveučilišta u Zagrebu.
Za vrijeme Domovinskog rata njegov je otac bio mobiliziran u Hrvatsku vojsku. Njegova baka je ubijena u selu Bribirske Mostine nakon operacije Oluja. Njezin ubojica uhićen je nakon što se hvalio "ubojstvom četnika" i osuđen je na 7,5 godina zatvora. Međutim, pomilovao ga je predsjednik Franjo Tuđman nakon 3,5 godine.
Od 2002. do 2005. godine bio je stažist na Općinskom sudu u Benkovcu. Od 2005. do 2007. godine radio je kao pravni savjetnik španjolske humanitarne organizacije Pokret za mir, a od 2007. do 2008. godine radio je kao tajnik općine Kistanje.
Nakon preseljenja u Zagreb, od 2008. do 2011. godine radio je kao pravni savjetnik u Srpskom narodnom vijeću (SNV). Bio je i član glavnog odbora Centra za ljudska prava od 2010. do 2012. godine.

## Politička karijera
Njegova politička karijera započela je 2012. godine kada je pod ministrom Arsenom Baukom postao pomoćnik ministra uprave i šef Uprave za politički sustav i lokalnu (regionalnu) samoupravu. Na izborima 2016. godine izabran je za zastupnika u Hrvatskom saboru i postao je predsjednikom saborskog kluba SDSS-a. Tijekom svoje parlamentarne karijere bio je član međuparlamentarnih skupina prijateljstva s Azerbajdžanom, Crnom Gorom, Češkom, Grčkom, Irskom, Italijom, Kinom, Rusijom, Srbijom i Ujedinjenim Kraljevstvom. Bio je i član parlamentarnog odbora za ljudska prava i prava nacionalnih manjina i parlamentarnog odbora za rad, mirovinski sustav i socijalno partnerstvo.
Zalagao se za uporabu srpske ćirilice, navodeći kako "ćirilica simbolizira Srbe u Hrvatskoj", a oni koji kažu da ćirilica nije poželjna zapravo žele reći da su Srbi nepoželjni.
U srpnju 2019. godine postao je predsjednik Srpskog narodnog vijeća, a na tu dužnost došao je nakon Milorada Pupovca, koji je SNV vodio 22 godine.
Dana 23. srpnja 2020. godine Milošević je izabran za jednog od četiri potpredsjednika hrvatske Vlade i dobio je zaduženje za socijalna pitanja i ljudska i manjinska prava u novoj Vladi Andreja Plenkovića. Zbog prihvaćanja vladine pozicije morao je podnijeti ostavku na mjesto predsjednika SNV-a. Hrvatski predsjednik Zoran Milanović reagirao je na to da je Milošević postao potpredsjednik vlade rekavši kako želi vidjeti Miloševića u Kninu na proslavi Dana pobjede što se u zajednici hrvatskih Srba smatra katastrofom zbog, po njihovom mišljenju, protjerivanja srpskih civila nakon vojne operacija Oluje i poraza Republike Srpske Krajine.
Dana 30. srpnja 2020. godine predsjednik Vlade Republike Hrvatske Andrej Plenković najavio je da će Milošević sudjelovati u obilježavanju Dana pobjede dok će ministar hrvatskih branitelja Tomo Medved sudjelovati na komemoraciji pokolja u Gruborima gdje je ubijeno 6 srpskih civila nakon operacije Oluja. Ovo će biti prvi put što će bilo koji srpski političar u Hrvatskoj nazočiti proslavi Dana pobjede. Nekolicina Srba na društvenim medijima kritizirala je Miloševićevu odluku o nazočnosti proslavi. Njegova odluka izazvala je i kritike srpskih političara. Milorad Dodik, srpski član Predsjedništva Bosne i Hercegovine, Miloševićevu odluku nazvao je neprihvatljivom, dok je Aleksandar Vulin, srpski ministar obrane, rekao kako ne vjeruje da je moguće da Srbin dođe na proslavu dana kada je po njegovim riječima 250.000 Srba protjerano iz Hrvatske i onog dana kada je ubijeno preko dvije tisuće Srba. Srpski predsjednik Aleksandar Vučić kasnije je rekao kako je na Srbiji i Republici Srpskoj da kažu da ne podržavaju nazočnost srpskih predstavnika na proslavi Operacije Oluja u Kninu, te da nikada neće prestati obilježavati obljetnice pogroma Srba iz Hrvatske. Specijalni izaslanik predsjednika Srbije za rješavanje pitanja nestalih osoba s Hrvatskom, Veran Matić, rekao je da se Milošević pokazao vrlo predanim, principijelnim i vrijednim zagovornikom interesa Srba u Hrvatskoj, ali i demokratizacije Hrvatske.

## Osobni život
Oženjen je i ima jedno dijete, dok njegova supruga radi u Srpskoj pravoslavnoj srednjoj školi u Zagrebu.